# Hubert Bergant
Hubert Bergant, slovenski organist, pianist in pedagog, * 13. november 1934 Kamnik, † 20. januar 1999, Nova Gorica/Šempeter pri Gorici.
Hubert Bergant je gimnazijo obiskoval v Kamniku, kjer je leta 1953 v prvi generaciji kamniških maturantov opravil zaključne izpite. Leta je 1959 končal študij klavirja na Akademiji za glasbo v Ljubljani, ker je 1960  diplomiral tudi na orglah, 1964 pa iz umetnostne zgodovine na FF v Ljubljani, ki jo je 1964-71 poučeval na Gimnaziji v Novi Gorici. Kot glasbeni poustvarjalec se je posvetil predvsem Bachu in je izvajal vsa njegova orgelska dela, na čembalu tudi njegov Dobro uglašeni klavir. Bergant je bil vodilni slovenski organist - virtuoz in pedagog. od 1972 do smrti je poučeval orgle na Akademiji za glasbo, od 1982 v nazivu rednega profesorja; iz njegovega razreda so prišli vsi mlajši slovenski orglavci. Krstil je številna slovenska in jugoslovanska dela za orgle Sodeloval je tudi pri izgradnji velikih orgel v Gallusovi dvorani ljubljanskega Cankarjevega doma. Leta 1977 je prejel nagrado Prešernovega sklada. Napisal je knjigo Ob orglah (1996).